# Sedem čudes starega veka
Sedem čudes starega veka je sedem zgradb, ki simbolizirajo največje arhitekturne znamenitosti, ki jih je zgradil človek v starem veku.
Prvi se je s popisovanjem edinstvenih del ubadal Herodot, ki pa se je bolj posvečal grško-perzijskim vojnam kot krajevnim znamenitostim. Zato velja za idejnega avtorja Antipater (pesnik iz 2. stol. pr. n. št.). Njegov seznam je obsegal: 
- Veliko piramido v Gizi,
- viseče babilonske vrtove,
- Ištarina vrata v Babilonu, kasneje zamenjana s Aleksandrijskim svetilnikom
- Artemidin tempelj v Efezu,
- Zevsov kip v Olimpiji,
- Mavzolova grobnica v Halikarnasu in
- Rodoški kolos.

Ta seznam je ohranjen tudi danes, le namesto babilonskega obzidja je sedaj Aleksandrijski svetilnik.
Med samim raziskovanjem antike je bilo odkritih veliko zgradb, ki so bile upravičene naziva čudo sveta. Tako so Rimljani že v srednjem veku dodali Kolosej, rimokatoliška cerkev svoje stolnice, Marko Polo je zagovarjal Kitajski zid, ki se najde tudi v sodobnih zgodovinskih učbenikih, Indijci Tadž Mahal in Angleži Stonehenge.
Med čudesa sveta se je poskušalo vriniti nič koliko modernih zgradb. Najbolj in verjetno edino upravičeno se v tem kontekstu uporablja proces nastajanja gromozanskih umetnih otokov v Dubaju (Palm Island in The World).

## Seznam čudes sveta
Seznam čudes antičnega sveta je srednjeveškega izvora. Na njem je Antipatrov Babilon zamenjal Aleksandrijski svetilnik. Od najstarejšega do najmlajšega si sledijo:
1. Keopsova piramida - zgrajena okoli 2600 pr. n. št., v današnjem Egiptu.
2. babilonski viseči vrtovi - zgrajeni na ukaz Nebukadnezarja II. v 8.-6. stoletju pr. n. št., v današnjem Iraku.
3. Zevsov kip v Olimpiji - v Olimpiji, izklesal grški kipar Fidija okoli 430 pr. n. št., v današnji Grčiji.
4. Artemidin tempelj - zgrajen 356 pr. n. št. v Efezu, današnja Turčija.
5. Mavzolej v Halikarnasu - zgrajen med letoma 353 in 351 pr. n. št. za kneza Mavzola, v Bodrumu, današnja Turčija.
6. Rodoški kolos - orjaški kip Heliosa, zgrajen med letoma 292 in 280 pr. n. št., v današnji Grčiji na otoku Rodos.
7. Aleksandrijski svetilnik/Svetilnik na Farosu - zgrajen okoli leta 280 pr. n. št., v današnjem Egiptu.

Izvor seznama navadno pripisujejo Antipatru iz Sidona, ki jih je naštel v pesnitvi okoli leta 140 pr. n. št.:
»Videl sem že zidove veličastnega Babilona, dovolj široke, da po njih teče cesta za vozove, in kip Zevsa pri Alfu, kot tudi viseče vrtove, Kolos Sonca, visoke piramide, katerih gradnja je zahtevala nepredstavljiv napor, ter orjaško grobnico Mavzolasa, a ko sem ugledal hišo Artemide, ki se je vzpenjala v oblake, je sijaj ostalih čudes zbledel, in porekel sem; Glej, razen Olimpa Sonce še ni ugledalo česa tako mogočnega.« (Antipater, Grška antologija, IX.58)
Od vseh čudes antičnega sveta je ohranjeno le najstarejše, piramide v Gizi, pri čemer nekateri postavljajo pod vprašaj, ali so viseči vrtovi v resnici kdaj obstajali. Najkrajšega veka je bil Rodoški Kolos, ki ga je uničil potres vsega 56 let po izgradnji.
Zgodovinar Herodot, učenjak Kalimah iz Kirene (okoli 305 pr. n. št-240 pr. n. št.) pri muzeju v Aleksandriji ter izumitelj Filon iz Bizanca so že pred njim sestavili svoje sezname čudes, od katerih pa se noben ni ohranil razen v navedkih. Grki so uporabili izraz theamata, kar bi primerneje kot s »čudesi« prevedli s »stvarmi, vrednimi ogleda«.

### Keopsova piramida v Gizi
Egipt je nastal približno 3100 let p.n.š. z združitvijo takratnih plemen. Prvi kralj se je imenoval Menes, in je bil prvi od faraonov tridesetih dinastij, ki so vladale Egiptu s krajšimi prekinitvami do leta 332 p.n.š. Takrat je Aleksander Veliki Egipt zavzel in ga priključil grškemu imperiju za skoraj 300 let. Poslednja faraonka je bila preslavna Kleopatra, ki pa je morala leta 31 p.n.š. prestol prepustiti Rimljanom. Ker so bili kralji oz. faraoni v Egiptu čaščeni kot bogovi, so potrebovali tudi grobnice, ki bi jih kar najhitreje pripeljale do bogov. Tako se je 2100 let p.n.š. faraon Džoser odločil, da potrebuje boljšo grobnico, kot njegovi predniki. Tako mu je njegov arhitekt Imotep postavil 60 metrov visoko stopničasto piramido in ga postavil za začetnika te tradicije. Poleg njegove pa je kmalu zraslo tudi nekaj manjših, za njihove žene. Ker so se glavna mesta Egipta spreminjala, so se spreminjale tudi lokacije piramid. Tako jih je danes raztresenih več kot 90 po vsem zahodnem bregu Nila. Verjeli so namreč, da je prebivališče mrtvih na strani, kjer sonce zahaja.
Največji in najbolj poznane piramide so od vladarjev četrte dinastije, in njihov prvak je bil Kufu ali po grško Keops. Le ta je vladal od leta 2551 do 2528 pr. n. št. Njegova piramida je res čudo sveta še danes, pa vendar je to le senca nekdanje veličastnosti, s katero se je vzpenjala nad deželo faraonov. 230 metrov dolge stranice so omejevale stavbo, ki se vzpenjala 145 metrov v višino. Celotna piramida je bila oblečena v snežno bel marmor, ki jo je na vrhu zaključevala štirimetrska konica iz čistega zlata. To je bil pogled, ki se je 3500 let nazaj res vtisnil v spomin. Piramida je danes malo manjša, saj je erozija in prebivalci Kaira piramido oropalo celotnega kritja in precej kamenja, ki so ga nekaj stoletij nazaj uporabili pri gradnji mesta.
Za Kufujem sta si piramido v bližini zgradila tudi njegova potomca Kefren in Mikerin.

### Viseči babilonski vrtovi
Na Bližnjem vzhodu, na območju današnjega Iraka, tečeta dve reki, Evfrat in Tigris. Zaradi ugodnega podnebja in dobre namočenosti je med njima posebej rodoviten okoliš. Zato ni naključje, da je ravno v tem medrečju vzniknila prva visoka civilizacija. Že v petem tisočletju pred našim štetjem se je tam pojavil kup mest, med njimi iz Tore in Biblije poznani Ur. V Mezopotamiji, kot so deželo poimenovali Grki (meso - med, potamos - reka), so se rodili kolo, pisava, denar in zakonik, zato ji upravičeno pravimo zibelka civilizacije. Prvo državo so ustanovili Sumerci - njihovega najbolj znanega kralja Gilgameša na ducatu glinenih tablic opeva sloviti istoimenski ep - vendar se je zaradi privlačnosti in dostopnosti pokrajine tu zvrstila cela vrsta narodov ter plemen. Mesta so rasla iz peska in se v burnih stoletjih nazaj v pesek vrnila. Tako se je zgodilo legendarnemu Babilonu.
Po mnogih letih vojn, prepirov in menjave oblasti je leta 605 pr. n. št. krono prevzel Nebukadnezar II. Takrat je bil Babilon z 1000 hektarji površine daleč največje mesto na zemlji. Temu primeren je bil tudi njegov videz, saj se je okoli njega širilo mogočno obzidje z osmimi vrati. Žal pa se kljub mogočnosti ni ohranilo prav nič o samih vrtovih. Nobene neposredne sledi. So pa opisani v mnogih zgodovinskih knjigah, med drugim tudi po pripovedovanju vojakov Aleksandra Makedonskega. Vsi viri omenjajo s potkami in slapovi prepredene, dih-jemajoče parke, ki naj bi se raztezali v petih, morda sedmih terasah na poldrugem hektarju. Nebukadnezar II. je botanični vrt postavil zaradi žene Amitis, ki se ji je tožilo po zelenju njene rodne dežele. Bujni vrtovi so nudili hladno zavetje pred žgočim puščavskim soncem, zato so jih ljudje radi obiskovali, namakali pa so jih z vodo iz reke Evfrat, s pomočjo naprave podobne gondoli na smučiščih. Imela je dvoje koles, med katerimi je bila pritrjena vrv z vedri.  Ta so prenašala vodo iz nižjega bazena na vrh. Med vladavino Nebukadnezarja II. je veljal Babilon s svojimi visečimi vrtovi in okoli 1179 svetišči za največje mesto na svetu. Dolgo časa so mislili, da je bil to le mit, vendar je leta 1899 n.š. nemški arheolog Robert Koldewey naletel na obokano stavbo z globokim vodnjakom, ki se je popolnoma ujemala s starimi zapisi.

### Artemidin tempelj v Efezu
Jonska Grčija se je imenovala zahodna obala Male Azije oziroma Anatolije. Tja so se naselili grški priseljenci okoli leta 1000 pr. n. št., najbrž tudi zaradi zmage nad tamkajšnjimi Trojanci. Ustanovili so dvanajst mest, eno od njih je bilo Efez. Okoliška zemlja je bila rodovitna in bogata s srebrom ter zlatom, zato so nekatere kraljevine postale bajno bogate. Med njimi je izstopala Lidija, katere znameniti kralj Krez (550 pr. n. št.) se je odločil širokogrudno sponzorirati nov tempelj v čast boginji lova, narave in rodovitnosti, Artemidi. Glede na premožnost je Krez zahteval največji in najbogatejši objekt. Arhitekt Kersifron mu je rade volje ustregel. 141 metrov dolgo in 73 metrov široko streho je na višini 18 metrov podpiralo 127 jonskih stebrov, s čimer je objekt takoj postal največja stavba daleč naokoli (atenski Partenon ima pol manjše mere). Toda Artemidin tempelj si slave ni prislužil le zaradi monumentalnosti, marveč je bila izdelava tista, ki je iz sidonskega Antipatra izvabila citat: "Ob Artemidini hiši vsa ostala čudesa izgubijo sijaj, zakaj razen vrha Olimpa ni Sonce še nikoli uzrlo česa tako imenitnega." Najprej so kamnoseki uporabili najsijajneši marmor in bel apnenec, nakar so umetelno izklesali kapitele (vrhove stebrov), medtem ko so friz in timpanon (strešno pročelje) ter vznožja stebrov okrasili z barvitimi mitološkimi podobami. V glavni dvorani se je pod strop bočil petnajstmetrski zlat kip. Čeprav ga niso nikoli odkrili, je znano, kakšen je bil videti. Tempelj namreč ni bil samo versko središče, marveč tudi turistična znamenitost in podjetni Efezani so na stojnicah v okolici prodajali pomanjšane različice kipa.
Obdobje sijaja se je zaključilo ponoči, 21. julija leta 356 pr. n. št., ko je tempelj iz ljubega miru požgal neki Herostrat. Menil je, da se bo s tem dejanjem vpisal v zgodovino. Toda popravili so ga in vzdrževali kult Artemide še pol tisočletja. Okoli leta 50 je Efez kar dvakrat obiskal apostol Pavel, ki je širil krščanstvo po Sredozemlju, vendar niso hoteli tamkajšnji prebivalci o njegovih naukih ničesar slišati. Artemidina tradicija je bila tako zakoreninjena, da so tempelj obnovili še v drugo, kajti leta 262 so ga razdejali Goti. Zadnje poglavje nekdaj veličastnega jonskega spomenika je prišlo leta 401, ko je škof Janez Kristusom dokončno porušil pogansko zbirališče. Efez se iz antičnega glavnega mesta z 200.000 prebivalci skrčil v malce večjo vas, ki je v srednjem veku dokončno izginila z zemljevida. Izkopavanja tam potekajo že od konca devetnajstega stoletja, a razen par dvignjenih stebrov je podoba nekdaj bleščečega kraja klavrna.

### Zevsov kip v Olimpiji
Čeravno helenistični ostanki segajo precej pred leto 1500 pred našim štetjem, velja, da je šele mikenska doba (do okoli 1100 pr. n. št.) prinesla prave Grke in njihov jezik. Leta 776 pr. n. št. so se upredelile prve olimpijske igre. Zaradi spleta političnih okoliščin so bile slednje najbolj uspešne. Igre so redno organizirali na vsako olimpiado - izraz pomeni štiri leta. Ta način štetja let je bil dolga stoletja edini poenoten, saj so imele mestne državice vsaka svoj koledar. Kraj dogajanja je bil brez izjeme Olimpija na Peloponezu. Tam so bili hipodrom (hippos - konj, dromos - pista), štadion (dobesedno stojišče), vadišče oziroma gimnazija (prihaja iz grške besede gymnos, ki pomeni gol - torej prostor za nagce), palestra (antična šola ruvanja) in seveda vrsta templjev, med katerimi je izstopal Zevsov. Olimpijske igre so bile namreč v prvi vrsti posvečene glavi grških bogov, ki je domoval na Olimpu, gori kakih petsto kilometrov severneje. Grki so verjeli v disciplino telesa in duha ter so imeli športne preizkuse za sveta dejanja. Zato ni čudno, da so bili v času iger pozabljeni vsi spori med polisi in Atenci so radostno nazdravljali s Špartanci. Pravilo, da se tedaj ustavijo vsi oboroženi spopadi, naj bi veljalo še dandanašnji.
Zevsovo svetišče je na zenitu grške civilizacije dobilo veličastno dragocenost. Kipar Fidija (ki je naredil tudi Atenin kip na Akropoli) je leta 433 pr. n. št. dokončal trinajst metrov visok kip sedečega varuha Olimpa. Leseno osnovo je prevlekel s slojem zlata, slonove kosti, marmorja in drugih žlahtnih snovi. Figura je bila okrašena z izklesanimi levi ob nogah, sfingami na ročajih prestola, gracijami (tri boginje lepote) na naslonjalu, zlatim orlom na žezlu in manjšim kipom Nike, boginje zmage, na dlani. Velikost, realističnost in smisel za podrobnosti so zagotovo navduševali slehernega obiskovalca in darovalca. Kip so v prihodnjih stoletjih vrhunsko vzdrževali, tako da ga čas domala ni načel. Okoli leta 40 ga je hotel cesar Kaligula odpeljati v Rim, vendar se je delavcem porušil zidarski oder, kar so vzeli za slabo znamenje in božanstvo pustili pri miru. Ali je v petem stoletju tempelj najprej porušil potres in so nato iz ruševin rešili ostanke kipa ali pa so Zevsa preselili že prej, se ne ve, ostaja pa dejstvo, da je svoj konec dočakal v požaru v Konstantinoplu, kamor so ga po kosih privlekli premožni Grki. Rekonstrukcije tega dovršenega dela grškega kiparstva na žalost ni nikjer. V Olimpiji, ki je v ruševinah že več kot tisoč petsto let, je moč videti le še temelje templja in bližnje Fidijeve delavnice.

### Mavzolova grobnica v Halikarnasu
V obdobju vladavine prej omenjenega kralja Kreza v Mali Aziji domala ni bilo miru. Če se niso bojevale sosednje pokrajine, ki jih je bilo tam cel kup (Lidija, Fridija, Jonija, Karija ...), so nanje z vzhoda pritiskali Perzijci. Zato se je Krez povezal z Egipčani in Babilonci ter pričel kampanjo proti perzijskemu kralju Kiru. Še prej se je o svojih namerah posvetoval s preročiščem v Delfih. Dobil je tipično pitijski odgovor: "če bodeš prečkal Halis, velik imperij propadel bo." Tako se je zgodilo, le da imperij v prerokbi ni bil perzijski, kot je Krez optimistično predvideval. Bitka pri reki Halis (547 pr. n. št.), današnjem Kizilirmaku, je namreč botrovala popolnemu perzijskemu zavzetju Anatolije. Kir je na novo ozemlje nastavil satrape, guvernerje provinc. Karijo (severno od Rodosa) z glavnim mestom Halikarnas (turški Bodrum) je dvesto let kasneje prevzel kralj Mavzol.
V njegovem življenju ni bilo prav ničesar omembe vrednega in vladar nikoli ne bi prišel v zgodovinske knjige, če se ne bi zaradi lastne nečimrnosti odločil za zidavo velikanske grobnice. Na svojo žalost je nikoli ni ugledal, saj so jo dokončali tri leta po njegovi in leto dni po ženini smrti, 353. pr. n. št. Bil je to objekt, vreden pogleda. Tloris je meril 40 krat 30 metrov, v višino pa se je stavba pela 45 metrov. A ni bila velikost tista, ki je očarala opazovalce. Poleg tega, da je bila grobnica iz bleščavo belega marmorja, jo je v petih terasah krasilo nekaj sto kipov ljudi in živali, je na vrhu strehe, poveznjene na jonske stebre, stal orjaški, šestmetrski kip štirivprege z zlatimi okraski ter s samim Mavzolom za vajetmi. Za kiparjenje so najeli štiri tedaj najboljše umetnike in vsak je izdelal po eno stranico: Briaksis severno, Timotej južno, Leohar zahodno in Skopas vzhodno. Zaradi lastne slave so bili po smrti obeh zakoncev vsi štirje pripravljeni projekt dokončati zastonj. Poslednje počivališče Mavzola, po katerem smo dobili izraz mavzolej, se v ogromnosti ni mogel kosati z veliko piramido. Toda glede na drugačne čase in vladarjevo nepomembnost je šlo za resnično neprekosljiv spomenik enemu samemu človeku. Kar šestnajst stoletij je stal neokrnjen, nakar mu je eden od srednjeveških potresov podrl stebre in del strehe. Nato so v petnajstem stoletja mimo prišli malteški vitezi in domala vse kamne iz mavzoleja porabili za utrditev križarskega gradu. Trdnjava v Halikarnasu še vedno stoji in beli antični kamni so lepo vidni. Na kraju grobnice so našli vrsto kipov, od katerih jih je večina v halikarnaškem muzeju, nekaj lepih primerkov, vključno z delom friza (trikotnega dela strehe), ki prikazuje boje Grkov z Amazonkami, pa hranijo v londonskem muzeju.

### Kolos na Rodosu
Leta 305 pr. n. št. je eden od generalov nedavno umrlega kralja Aleksandra oblegal mesto Rodos na istoimenskem otoku, ker mu je šlo v nos njihovo zavezništvo z drugim bivšim Aleksandrovim poveljnikom, Ptolemejem, tedaj že egipčanskim faraonom. Ofenziva se mu ni izšla, kljub 40.000 vojakom (več kot celotno prebivalstvo otoka) in po letu dni je vojska zaradi prihajajočega egipčanskega ladjevja v naglici zapustila otok ter za sabo pustila tone orožja in opreme. Rodoščani so bili konca obleganja tako veseli, da so se odločili svojemu zavetniku Heliosu postaviti gromozanski spomenik.
Prodali so vso vojaško opremo in leta 282 pr. n. št. (12 let pozneje) je na vhodu v pristanišče že stal 40 metrov visok in 70 ton težak bronast kip boga sonca. To je bil daleč največji kip tistega časa in čeprav ni bil tako podroben in bogat kot recimo Zevsov, je višina naredila svoje. Ljudje z vseh koncev so drli na Rodos (Kolos so v antični Grčiji pravili vsem kipom v nadnaravni velikosti, ampak od rodoškega dalje je dobila beseda resnični pomen gromozanskosti). Škoda, da nam ni dano videti, kar so videli takrat, saj ni od Kolosa ostal niti prst, niti slika. Slikarji zato mnogokrat domišljijsko upodabljajo Heliosa, kako razkrečen stoji nad pristaniščem, pod njegovimi nogami pa plujejo ladje. A nedvomno je kip stal z nogama skupaj, saj bi se drugače pod lastno težo sesedel. Še najbolj verjeten je opis, da je imel obraz podoben Aleksandrovemu, da je imel okoli glave krono s sončnimi žarki in da je v dvignjeni roki držal baklo. Slednji podrobnosti si je v devetnajstem stoletju sposodil Frederic-Auguste Bartholdi, francoski avtor znamenitega Kipa svobode. (Mimogrede, ta je brez podstavka visok 46 metrov.) Rodoščanom se ni bilo dano dolga stoletja sončiti v Heliosovi prisotnosti. Leta 226 (56 let pozneje) pr. n. št. je otok prizadel potres in kip se je v kolenih zlomil ter se prekucnil v morje. Plinij Starejši je napisal: »Le malo ljudi je lahko objelo velikanski prst. Kljub temu, da je ležal na tleh, je bil še vedno čudo.« Faraon Ptolemej III. je takoj ponudil vso pomoč pri obnovi, a so jo prebivalci po posvetu z orakljem odklonili. Bojda bi kakršnokoli premikanje velikanskih kosov razjezilo bogove. Tako so razvaline nekdaj sijajne božanske podobe ležale raztresene naokoli skoraj devet stoletij. Leta 645 so otok zasedli Arabci in legenda pravi, da so bronaste dele na devetsto kamelah poslali nekemu židovskemu trgovcu v Siriji, ki jih je potem pretopil. Za kolosom se je izgubila vsaka sled. Načrti za sodobni kip Heliosa so pripravljeni in Rodos bi ga zelo rad zgradil ter na ta način privabil še več turistov. Sedaj morajo zbrati le še veliko milijonov evrov, kolikor bi jih ta podvig stal.

### Aleksandrijski svetilnik
Aleksandrovi generali so se o svojem ozemlju dokončno zedinili v znameniti bitki pri Ipsusu v centralni Anatoliji (leta 301 pr. n. št.), po kateri so prostran imperij razdelili med Selevka (osrednja Azija), Ptolomaja (Egipt) in Angitona (Grčija) oziroma njegove potomce, zakaj sam je bil v boju ubit. Ptolemej je svojo vladavino uveljavljal iz Aleksandrije, enega od mnogih istoimenskih mest, ki jih je veliki vojskovodja ustanovil tekom svojega pohoda. On in njegova potomca Ptolemej II. in III. so imeli z mestom visoke cilje, saj so želeli Aleksandrijo spremeniti v kulturni center Sredozemlja. To jim je tudi uspelo.
Kraj je imel kar 300.000 prebivalcev z vseh vetrov in sčasoma se je tam zbrala vsa modrost starega sveta. V ta namen so zgradili akademije, šole retorike in filozofije ter umetniški tempelj 'muzaj', posvečen muzam, devetim Zevsovim hčerkam. Od tod beseda muzej. Okoli njega je pozneje zrasla slavna aleksandrijska knjižnica, zbirka več sto tisoč zvitkov, ki so žalostni konec storili v kasnejšem požaru. Grki so v mestu postavili še največje mediteransko pristanišče, ki je še dandanes najpomembnejše egiptovsko pristanišče. Vsak pristan kajpada potrebuje svetilnik in temu so mesto našli na otočku Faros lučaj od obale (od tu tudi pride beseda za svetilnik – faros). In pri vsej veličastnosti mesta, so seveda potrebovali svetilnik, ki bi veličastnosti mesta ustrezal. Zato je  leta 290 pr. n. št. Satratos po naročilu Ptolemaja II. začel z gradnjo. Stolp je bil sestavljen iz treh delov: kvadratnega, osemkotnega in na vrhu okroglega. Premer je bil večji od desetih metrov, saj je bila vse do vrha speljana spiralna cesta, po kateri je oslovska vprega dovažala kurivo. V kupoli, s kipom Pozejdona na strehi, je bilo velikansko ogledalo iz zloščenega brona, ki je krepilo svetlobo bodisi ognja ponoči, bodisi sončnih žarkov podnevi. Bojda se je luč v jasni noči videla petdeset kilometrov daleč. Svetilnik so na spisek sedmih čudes uvrstili zadnjega, kajti poleg piramide je zdržal najdlje – 11 stoletij in ga je uzrlo mnogo rodov. Satratos je bil na svoje delo tako ponosen, da je hotel vklesati svoje ime na svetilnik. To pa Ptolemeju ni bilo  pogodu in je dejal da bo napisano le njegovo ime. Satratos se je znašel ter je najprej vklesal svoje ime na svetilnik, ki ga je potem prekril s kamnito ploščo s Ptolemejevim imenom. Le ta je čez nekaj stoletij odpadla, ter razkrila pravega avtorja. Poslanstvo je kakovostno opravljal vse do desetega stoletja, ko so Arabci glavno mesto prestavili bliže Rdečemu morju, v Kairo. Povrhu je takrat Egipt stresel prvi od treh potresov, ki so svetilnik zlagoma porušili. Druga dva sta stresla tla 1303. in 1323. Svoj konec je doživel ob koncu petnajstega stoletja, ko so Egipčani iz svetilniškega kamenja sezidali trdnjavo, ki še danes stoji na istem mestu kot svetilnik.

## Druge pomembne zgradbe antičnega sveta

### Sfinga
Tretja najbolj poznana struktura, kar jo imajo Egipčani, je Sfinga, ki je tudi najbolj skrivnostna od vseh zgoraj naštetih. Sfinga sama je bitje s telesom leva, ki predstavlja moč in glavo človeka, ki predstavlja modrost. "Najverjetneje" so predstavljale faraona, katerega glavo je imela. Najbolj poznana od vseh je Velika Sfinga iz Gize. Dolga je 57m, in visoka 20m. Velika Sfinga leži le nekaj sto metrov od treh piramid, in je del bližnjega templja, ki je ena izmed najbolj znanih. Nekatere sfinge imajo namesto  človeške glave ovnovo, kar je nakazuje na povezanost z bogom Amonom.
Skrivnost pri Sfingi ni to, kako je bila narejena, marveč kdo jo je naredil in kdaj. Najbolj poznana teorija je njen avtor Kufu ali eden izmed njegovih potomcev. Prvo nasprotovanje pri tej teoriji je, da niso našli niti omembe gradnje tega ogromnega projekta. Med šapami sfinge je tudi spominska plošča faraona Tutmozisa IV., na kateri je zapisana zgodba o najdbi Sfinge. Zaradi vremenskih razmer je namreč Sfinga bila velikokrat zakopana v pesku.  Podrobnejše raziskave pa kažejo, da je sfinga obrušena z navpičnimi linijami, kot od dežja. Na nobenem od mnogih egipčanskih templjev niso našli kaj podobnega. To lahko nakazuje na precej večjo starost. Satelitski posnetki pokazali, da je pod Sfingo precej velika umetno izoblikovana jama.

### Vrata boginje Ištar
Kot se za najbolj razvito mesto spodobi, je moral biti Babilon tudi izdatno zaščiten. Zato se je leta 604 pr. n. št. kralj Nebukadnezar odločil postaviti obsežno obzidje za obrambo svojega mesta. Tako se je rodilo slavno babilonsko obzidje. In za mesto, ki je merilo 18 km v premeru  je bil to kar obsežen projekt. Na koncu je bilo mesto obkroženo z dvojnim obzidjem. Najslavnejša cesta skozi mesto je bila procesijska cesta, ki je tekla skozi severna vrata. Sredina ceste je bila tlakovana s ploščami belega apnenca, rob pa so okraševale rdeče kamnite plošče. Vsi tlakovci so nosili posvetilo kralja Nebukadnezarja. Vrata sama so bila zgrajena okoli 575 pr. n. št. Bila so visoka približno 14 široka pa 10 metrov. Tudi vrata sama so bila dvojna. Cela so bila pobarvana z lepo temno modro  barvo. Na njih so bili narisani zmaji in biki z belo in rumeno barvo. Kljub odlični izdelavi vrata niso mogla pobegniti zobu časa, in so se v dveh tisočletjih počasi podirala. Danes lahko vidimo rekonstrukcijo iz njihovih originalnih materialov v narodnem muzeju v Berlinu.

## Novih sedem svetovnih čudes, razglašenih 7. julija 2007 v Lizboni
Julija 2007 je bila v Lizboni razglašena nova sedmerica svetovnih čudes, in sicer:
- Veliki kitajski zid ( Ljudska republika Kitajska),
- Petra, v skalo vklesano mesto ( Jordanija),
- Chichen Itza ( Mehika),
- Kip Jezusa Kristusa Odrešenika nad Riom de Janeirom ( Brazilija),
- Kolosej v Rimu ( Italija),
- Machu Picchu ( Peru) in
- Tadž Mahal ( Indija).

Med nominiranci so bili pred razglasitvijo v Lizboni še:
- Atenska akropola ( Grčija),
- Alhambra ( Španija),
- Angkor Vat ( Kambodža),
- Moai na Velikonočnem otoku ( Čile),
- Eifflov stolp ( Francija),
- Hagija Sofija ( Turčija),
- Tempelj Kijomicu ( Japonska),
- Kremelj - sv. Vasilij, ( Rusija),
- Grad Neuschwanstein ( Nemčija),
- Nekropola v Gizi ( Egipt),
- Kip svobode ( ZDA),
- Stonehenge ( Anglija),
- Sydneyjska opera ( Avstralija) in
- Timbuktu ( Mali).

Noben od teh pa se ni uspel uvrstiti v sedmerico Svetovnih čudes.